# Idiopathie
Der Begriff Idiopathie (von altgriechisch ἴδιος ídios, deutsch ‚eigen‘ sowie πάθος páthos, deutsch ‚Leiden‘) wird in Verbindung mit Krankheiten benutzt, die ohne eine fassbare Ursache entstehen.

## Verwendung
Der Begriff idiopathisch wird in der Medizin ähnlich wie der dort synonyme Begriff essentiell benutzt. Beide sollen in der Benennung der Krankheit einen Hinweis darauf geben, dass die Erforschung der Ursache der Erkrankung bislang erfolglos war. Die Begriffsverwendung impliziert keine Wertung in Hinblick auf eine vermutete Ursache oder die Schwere der Erkrankung. 
Ebenfalls unterstellt sie auch keine Hypochondrie, bei der ein Krankheitsbild vom Patienten befürchtet wird, das jedoch nicht durch Befunde objektiviert werden kann. Bei vielen Erkrankungen, bei denen die Ursache nicht genau geklärt ist, wird der Begriff auch nicht verwendet. Da heute die Ursachenforschung von Krankheiten kontinuierlich fortschreitet, wird der Begriff seltener angewandt.
Der englische Arzt Thomas Willis vertrat im Jahre 1672 erstmals die Theorie, dass die Migräne idiopathisch sei.

## Weitere Beispiele
- Idiopathische Aggression (Cockerwut)
- Idiopathische Epilepsie
- Idiopathische Gynäkomastie
- Idiopathischer Hörsturz
- Idiopathischer Hydrocephalus
- Idiopathische Hypersomnie
- «primäre» arterielle Hypertonie
- Idiopathische interstitielle Pneumonie
- Idiopathisches Knochenmarködem
- Idiopathische Urtikaria
- Idiopathische Pankreatitis
- Idiopathisches Parkinson-Syndrom (IPS)
- Idiopathische retroperitoneale Fibrose
- Idiopathische Schmelzhypomineralisation der ersten Molaren
- Idiopathische Skoliose
- Idiopathische thrombozytopenische Purpura Werlhof
- Idiopathische Trigeminusneuralgie
- Juvenile idiopathische Arthritis
- Diabetes mellitus Typ 1b
- Idiopathische Fazialisparese
- Idiopathischer Diabetes insipidus centralis
- Idiopathische Insomnie